# Bertina Lopes
Bertina Lopes, född 11 juli 1924 i Maputo i Moçambique, död 10 februari 2012 i Rom, var en moçambikisk-italiensk målare och skulptör.
Lopes var dotter till en portugisisk tjänsteman och en afrikansk kvinna från en lokal överklassfamilj. Efter några år på en lokal skola reste hon till Lissabon för att slutföra sin utbildning. Hon utbildade sig inom måleri och teckning och tog en kurs i litografi och fick behörighet som lärare. Hon inspirerades av kända portugisiske konstnärer inom modernismen, men hennes konst är starkt påverkad av hennes afrikanska bakgrund.
Bertina Lopes återvände till Maputu år 1953 och började arbeta som lärare. Hon umgicks med landets författare, poeter och politiska aktivister. När Moçambique blev en portugisisk koloni flyttade många portugiser dit och ekonomin blomstrade, men befolkningen gjorde uppror. År 1961  tvingades Lopes att återvända till Portugal på grund av sitt samröre med aktivisterna. Hon förföljdes av den portugisiska säkerhetspolisen (PIDE) och flydde till Rom där hon bodde till sin död.